# 인창중학교 (서울)
인창중학교(仁昌中學校)는 대한민국 서울특별시 서대문구 충정로2가에 있는 사립 중학교이다.

## 학교 연혁
- 1922년 11월 15일 : 성암 손창원 선생이 재단법인 인창의숙을 설립하고, 학교명을 사립 인창학교(6년제)로 정함
- 1924년 4월 1일 : 학교명을 사립 인창 보통학교로 변경하고, 소암 손희장 선생이 교장으로 취임
- 1947년 7월 25일 : 문교부령에 의하여 6년제 정규 중학교로 인가를 받음
- 1953년 9월 15일 : 문교부령에 의하여 인창중학교와 인창고등학교로 분리 병치인가를 받음
- 1953년 10월 10일 : 본 교사의 6.25동란 피해로 서대문구 충정로 2가 70번지의 현 교사로 이전
- 2005년 9월 15일 : 교실(신관) 22실 증축공사 준공
- 2006년 10월 2일 : 다목적 인조 잔디구장 및 몬도트랙 준공
- 2008년 9월 2일 : 첨단시설의 도서관(643m2) 리모델링 준공
- 2011년 8월 22일 : 급식실 시설 완공
- 2018년 11월 20일 : 손희자 이사장 취임
- 2020년 3월 1일 : 제12대 교장으로 김영배 선생 취임
- 2023년 1월 4일 : 제71회 졸업(111명 졸업)
- 2023년 3월 1일 : 18학급(322명)으로 편제

## 참고 자료
- 인창중학교 - 한국교육학술정보원 학교알리미